# Heinrich Theodor Wenck
Heinrich Theodor Wenck (24. oktober 1810 i Burg på Femern – 21. november 1885 i København) var en dansk officer, der særligt fik betydning for de danske jernbaner i 1800-tallet. Han var fader til arkitekten Heinrich Wenck.
H.Th. Wenck var søn af kaptajn, senere sognefoged i Jevensted og Raumort i Rendsborg Amt Henrik Christian Wenck (1773-1859) og Anna Magdalene født Itzig (1775-1860). Han begyndte sin militære løbebane i Landkadetkorpset, hvor han 1826 blev virkelig landkadet, 1829 fik sekondløjtnants anciennitet og 1. præmie ved officerseksamen og 1830 blev kadetkorporal og pagekadet. 1831 udnævntes han til sekondløjtnant ved 1. jyske Infanteriregiment, men året efter indtrådte han som elev på Den kongelige militære Højskole, fra hvilken han afgik 1836 som premierløjtnant i Ingeniørkorpset. Han ansattes straks ved Fæstnings- og Bygningstjenesten, først i København og senere i Rendsborg, men i 1839 overgik han til den Ingeniørkorpset dengang underlagte vejtjeneste, ved hvilken han med korte afbrydelser forblev, så længe han stod i militær tjeneste. Han forfremmedes til kaptajn af 2. klasse 1842, af 1. klasse 1843, karakteriseret major 1852, major 1853, karakteriseret oberstløjtnant 1859, oberstløjtnant 1861 og oberst 1864. I krigsårene 1848-49 gjorde han tjeneste ved Feltingeniørdetachementet og deltog i kampen ved Haderslev 29. juni 1848 og i udfaldet fra Fredericia 6. juli 1849.
Ved vejtjenesten virkede han først i Hertugdømmerne 1839-42 og dernæst i Kongeriget 1842-52. 1852-63 var han dirigerende stabsofficer for vejtjenesten i Holsten og Lauenborg og blev i 1852 konstitueret, 1856 virkelig overlandevejinspektør i Holsten. Fra 1855-63 var han kongelig kommissær for Altona–Kiel-Jernbane og dens sidebaner og fra 1864 Indenrigsministeriets tekniske konsulent i jernbanesager og medlem af direktionen for De sjællandske Jernbaner (fra 1880 Statsbaner). Fra begyndelsen af 1864 overgik han til vejtjenesten i Kongeriget som dirigerende stabsofficer og kom således ikke til at deltage i 2. Slesvigske Krig, og han sattes i slutningen af samme år à la suite i Ingeniørkorpset. I 1868 blev han overvejinspektør og fratrådte posten som fungerende direktør for Ingeniørkorpsets Vejtjeneste på grund af dennes overgang til den civile bestyrelse. Han var formand for Kommissionen af 1872 til bedømmelse af de indkomne planer til anlæg af en fast bro over Limfjorden og medlem af Kommissionen af 1878 angående Københavns Banegårds udvidelse. 1879 udnævntes han til general à la suite, og 1885 fratrådte han stillingen som medlem af direktionen for de sjællandske Statsbaner. Wenck døde 21. november samme år. Han blev Ridder af Dannebrog 1849, Dannebrogsmand 1856, Kommandør af 2. grad 1867 og af 1. grad 1873.
Wenck var en prominent frimurer. Fra 1879 var han tilsynsmester i Den Danske Frimurerorden.
Wenck ægtede første gang (august 1837) Ursula Maria Holbech (20. januar 1813 – 23. december 1838), datter af skibskaptajn Peter Nielsen Holbech (1772-1847) og Maria f. Thayssen (1779-1849) og anden gang (3. februar 1842) Waller Jenny Johanna Louise Pacht (24. marts 1816 – 26. april 1904), datter af amtsfoged i Mölln Johan Christoph Ludvig Pacht (f. 1769 d. 1860) og Anna Johanna Elisabeth f. von Decken (f. 1783 d. 1860).
Han er sammen med sin anden hustru begravet på Garnisons Kirkegård, hvor gravstedet er tegnet af sønnen Heinrich Wenck. Der findes to portrætmalerier af N.P. Holbech, der gengiver Wenck som premierløjtnant og som major (familieeje). Fotografi fra Hansen & Weller.